# Xian de Xianju
Le xian de Xianju (chinois : 仙居县 ; pinyin : xiānjū xiàn ; Dialecte taizhou (zh) : Sin-kü Yön) est un district administratif de la province du Zhejiang en Chine. Il est placé sous la juridiction administrative de la ville-préfecture de Taizhou.

## Démographie
La population du district était de 448 828 habitants en 1999.